# Орланов, Георгий Борисович
Георгий Борисович Орланов (род. 2 августа 1946, Румыния) — советский и российский учёный, политический деятель, депутат Государственной Думы ФС РФ первого созыва, советник Управления международных связей Аппарата Государственной думы ФС РФ, кандидат философских наук, доктор социологических наук, заведующий кафедрой философии и социологии Академии труда и социальных отношений, государственный советник Российской Федерации 3 класса.

## Биография
В 1973 получил высшее образование на философском факультете Московского государственного университета имени М. В. Ломоносова. С 1977 года работал в вузах города Воронежа преподавателем философии. В 1978 году защитил диссертацию на соискание учёной степени кандидата философских наук. Был депутатом Воронежского городского совета народных депутатов, членом Малого Совета, председателем комиссии по культуре и СМИ.
Работал начальником Центрально-Чернозёмного регионального управления регистрации и контроля за соблюдением законодательства Комитета РФ по печати.
В апреле 1995 года был наделён полномочиями депутата Государственной думы, как кандидат следующий в списке после избранного в списке избирательного объединения «Выбор России». Мандат стал Вакантным после сложения депутатских полномочий Застрожной О.К. в связи с её переходом на работу Центральную избирательную комиссию РФ. В Государственной думе был член Комитета по делам Содружества Независимых Государств и связям с соотечественниками, входил во фракцию «Выбор России».
С 1996 по 2007 год работал советником управления международных связей Аппарата Государственной Думы Федерального Собрания Российской Федерации. В ноябре 2001 года Указом президента РФ присвоен квалификационный разряд «Государственный советник Российской Федерации 3 класса».
С 2007 работает в Академии труда и социальных отношений, заведующий кафедрой философии и социологии, доцент, доктор социологических наук.